# Mistrovství světa juniorů v ledním hokeji 1997
Mistrovství světa juniorů v ledním hokeji 1997 se konalo 26. prosince 1996 až 4. ledna 1997 ve švýcarských městech Ženeva a Morges .

## Základní skupiny

### Skupina A
| Tým          | Z | V | P | R | VG | OG | B |
| ------------ | - | - | - | - | -- | -- | - |
| 1. USA       | 4 | 3 | 0 | 1 | 18 | 5  | 7 |
| 2. Kanada    | 4 | 2 | 0 | 2 | 15 | 9  | 6 |
| 3. Česko     | 4 | 1 | 1 | 2 | 13 | 8  | 4 |
| 4. Švýcarsko | 4 | 1 | 2 | 1 | 8  | 11 | 3 |
| 5. Německo   | 4 | 0 | 4 | 0 | 5  | 26 | 0 |

| 26. prosince 1996 | USA | 4 – 0 (1:0, 2:0, 1:0) | Švýcarsko | Ženeva |  |

| 26. prosince 1996 | Česko | 8 – 2 (2:1, 2:1, 4:0) | Německo | Morges |  |

| 27. prosince 1996 | Kanada | 4 – 1 (1:1, 1:0, 2:0) | Německo | Ženeva |  |

| 27. prosince 1996 | Česko | 1 – 1 (1:0, 0:0, 0:1) | Švýcarsko | Morges |  |

| 28. prosince 1996 | Kanada | 4 – 4 (2:2, 0:1, 2:1) | USA | Ženeva |  |

| 29. prosince 1996 | Švýcarsko | 6 – 2 (4:0, 1:2, 1:0) | Německo | Ženeva |  |

| 29. prosince 1996 | USA | 2 – 1 (1:0, 0:1, 1:0) | Česko | Ženeva |  |

| 30. prosince 1996 | Kanada | 4 – 1 (0:1, 2:0, 2:0) | Švýcarsko | Ženeva |  |

| 31. prosince 1996 | Kanada | 3 – 3 (1:1, 1:1, 1:1) | Česko | Ženeva |  |

| 31. prosince 1996 | USA | 8 – 0 (1:0, 6:0, 1:0) | Německo | Ženeva |  |

### Skupina B
| Tým          | Z | V | P | R | VG | OG | B |
| ------------ | - | - | - | - | -- | -- | - |
| 1. Rusko     | 4 | 3 | 0 | 1 | 20 | 5  | 7 |
| 2. Finsko    | 4 | 3 | 1 | 0 | 17 | 9  | 6 |
| 3. Slovensko | 4 | 2 | 2 | 0 | 17 | 13 | 4 |
| 4. Švédsko   | 4 | 1 | 2 | 1 | 10 | 10 | 3 |
| 5. Polsko    | 4 | 0 | 4 | 0 | 6  | 33 | 0 |

| 26. prosince 1996 | Rusko | 4 – 3 (1:2, 2:0, 1:1) | Slovensko | Ženeva |  |

| 26. prosince 1996 | Finsko | 7 – 0 (1:0, 1:0, 5:0) | Polsko | Morges |  |

| 27. prosince 1996 | Slovensko | 4 – 1 (2:0, 2:1, 0:0) | Švédsko | Ženeva |  |

| 27. prosince 1996 | Rusko | 12 – 0 (2:0, 7:0, 3:0) | Polsko | Morges |  |

| 28. prosince 1996 | Finsko | 4 – 2 (1:0, 0:1, 3:1) | Švédsko | Morges |  |

| 29. prosince 1996 | Slovensko | 7 – 4 (2:2, 4:1, 1:1) | Polsko | Morges |  |

| 29. prosince 1996 | Rusko | 4 – 2 (1:1. 1:0, 2:1) | Finsko | Morges |  |

| 30. prosince 1996 | Švédsko | 7 – 2 (0:1, 1:1, 6:0) | Polsko | Morges |  |

| 31. prosince 1996 | Finsko | 4 – 3 (0:0, 2:1, 2:2) | Slovensko | Morges |  |

| 31. prosince 1996 | Rusko | 0 – 0 (0:0, 0:0, 0:0) | Švédsko | Morges |  |

### Skupina o udržení
| Tým          | Z | V | P | R | VG | OG | B |
| ------------ | - | - | - | - | -- | -- | - |
| 7. Švýcarsko | 3 | 3 | 0 | 0 | 18 | 5  | 6 |
| 8. Švédsko   | 3 | 2 | 1 | 0 | 17 | 10 | 4 |
| 9. Německo   | 3 | 1 | 2 | 0 | 11 | 14 | 2 |
| 10. Polsko   | 3 | 0 | 3 | 0 | 3  | 20 | 0 |

- První dva zápasy z utkání uvedených níže se započítávaly ze základní skupiny.

| 29. prosince 1996 | Švýcarsko | 6 – 2 (4:0, 1:2, 1:0) | Německo | Ženeva |  |

| 30. prosince 1996 | Švédsko | 7 – 2 (0:1, 1:1, 6:0) | Polsko | Morges |  |

| 2. ledna 1997 | Švýcarsko | 6 – 1 (2:0, 2:0, 2:1) | Polsko | Morges |  |

| 2. ledna 1997 | Švédsko | 8 – 2 (3:0, 2:1, 3:1) | Německo | Morges |  |

| 3. ledna 1997 | Švýcarsko | 6 – 2 (2:1, 0:0, 4:1) | Švédsko | Morges |  |

| 3. ledna 1997 | Německo | 7 – 0 (3:0, 1:0, 3:0) | Polsko | Morges |  |

## Play-off

### Čtvrtfinále
| 1. ledna 1997 | Kanada | 7 – 2 (0–0, 3–1, 4–1) | Slovensko | Ženeva |  |

| 1. ledna 1997 | Česko | 3 – 2 SN (0–1, 1–0, 1–1, 0-0, 3-1) | Finsko | Ženeva |  |

### Semifinále
| 3. ledna 1997 | Kanada | 3 – 2 (1–1, 0–1, 2–0) | Rusko | Ženeva |  |

| 3. ledna 1997 | USA | 5 – 2 (2–2, 1–0, 2–0) | Česko | Ženeva |  |

### O 5. místo
| 3. ledna 1997 | Finsko | 6 – 4 (4–1, 0–1, 2–2) | Slovensko | Morges |  |

### O 3. místo
| 4. ledna 1997 | Rusko | 4 – 1 (2:0, 1:1, 1:0) | Česko | Ženeva |  |

### Finále
| 4. ledna 1997 | Kanada | 2 – 0 (0:0, 1:0, 1:0) | USA | Ženeva |  |

## Statistiky

### Tabulka produktivity
| Poř. | Hráč                  | Stát      | Z | G | A | B  |
| ---- | --------------------- | --------- | - | - | - | -- |
| 1    | Mike York             | USA       | 6 | 5 | 5 | 10 |
| 2    | Tomi Kallio           | Finsko    | 6 | 5 | 4 | 9  |
| 3    | Erik Rasmussen        | USA       | 6 | 4 | 5 | 9  |
| 4    | Rastislav Pavlikovský | Slovensko | 7 | 2 | 7 | 9  |
| 5    | Alexej Morozov        | Rusko     | 6 | 5 | 3 | 8  |
| 6    | Niko Kapanen          | Finsko    | 6 | 4 | 4 | 8  |
| 7    | Alexei Kolkounov      | Rusko     | 6 | 4 | 4 | 8  |
| 8    | Sergei Samsonov       | Rusko     | 6 | 6 | 1 | 7  |
| 9    | Marián Hossa          | Slovensko | 6 | 5 | 2 | 7  |
| 10   | Mark Parrish          | USA       | 6 | 5 | 2 | 7  |

### Úspěšnost brankářů
(odchytáno minimálně 40% minut svého týmu)
| Poř. | Hráč             | Země      | zápasy | Min. | IG | Pr. G/Z | % úsp. zák. |
| ---- | ---------------- | --------- | ------ | ---- | -- | ------- | ----------- |
| 1    | Denis Chlopotnov | Rusko     | 6      | 180  | 1  | 0,33    | 98,00       |
| 2    | Brian Boucher    | USA       | 6      | 357  | 9  | 1,51    | 94,23       |
| 3    | Marc Denis       | Kanada    | 7      | 419  | 13 | 1,86    | 93,26       |
| 4    | David Aebischer  | Švýcarsko | 5      | 300  | 10 | 2,00    | 91,74       |
| 5    | David Berge      | Německo   | 3      | 157  | 8  | 3,02    | 91,11       |

### Turnajová ocenění
|                            | Brankář       | Obránce        | Obránce     | Útočníci        | Útočníci       | Útočníci       |
| -------------------------- | ------------- | -------------- | ----------- | --------------- | -------------- | -------------- |
| Ceny direktoriátu IIHF     | Marc Denis    | Joe Corvo      | Joe Corvo   | Alexej Morozov  | Alexej Morozov | Alexej Morozov |
| All-Star Tým (podle médií) | Brian Boucher | Chris Phillips | Mark Streit | Sergej Samsonov | Christian Dubé | Mike York      |

## Konečné pořadí
| Pořadí           | Tým       |
| ---------------- | --------- |
| Zlatá medaile    | Kanada    |
| Stříbrná medaile | USA       |
| Bronzová medaile | Rusko     |
| 4.               | Česko     |
| 5.               | Finsko    |
| 6.               | Slovensko |
| 7.               | Švýcarsko |
| 8.               | Švédsko   |
| 9.               | Německo   |
| 10.              | Polsko    |

 Polsko sestoupilo do B-skupiny na Mistrovství světa juniorů v ledním hokeji 1998.

## Soupisky
Kanada

Brankáři: Martin Biron, Marc Denis.

Obránci: Jason Doig, Hugh Hamilton, Ric Jackman, Chris Phillips, Cory Sarich, Jesse Wallin, Jeff Ware.

Útočníci: Daniel Brière, Boyd Devereaux, Christian Dube, Dwayne Hay, Brad Isbister, Brad Larsen, Trevor Letowski, Cameron Mann, Alyn McCauley, Peter Schaefer, Joe Thornton, Trent Whitfield, Shane Willis.

Trenér: Michael Babcock.
  USA

Brankáři: Brian Boucher, Robert Esche.

Obránci: Ben Clymer, Joe Corvo, Chris Hajt, Paul Mara, Mike McBain, Dan Peters, Tom Poti.

Útočníci: Blake Bellefeuille, Jesse Boulerice, Jeff Farkas, Dan LaCouture, Mark Parrish, Toby Petersen, Erik Rasmussen, Marty Reasoner, Jason Sessa, Ben Simon, Wyatt Smith, Mike York, B. J. Young.

Trenér: Jeff Jackson.
  Rusko

Brankáři: Radmir Fajcov, Denis Chlopotnov.

Obránci: Michail Donika, Sergej Fedotov, Ilja Goroxhov, Andrej Markov, Oleg Orechovskyj, Konstantin Sidulov, Alexej Vasiljev, Andrej Zjuzin,

Útočníci: Vladimir Antipov, Jurij Bucajev, Rustem Gabdulin, Alexej Kolkunov, Oleg Kvaša, Roman Ljašenko, Alexej Morozov, Andrej Petrunin, Sergej Samsonov, Alexaner Trofimov, Dmitri Vlasenkov, Alexandr Volčkov.

Trenér: Pjotr Vorobjov.
 Česko

Brankáři: Adam Svoboda, Ladislav Kudrna.

Obránci: Pavel Kříž, Marek Židlický, Aleš Píša, Marek Posmyk, Martin Richter, Petr Kadlec, Petr Mudroch.

Útočníci: Marek Melenovský, Ondřej Kratěna, Radek Matějovský, Jiří Burger, Martin Špaňhel, Libor Pavliš, Petr Tenkrát, Michal Horák, Radek Procházka, David Hruška, Kamil Piroš, Jiří Novotný, Martin Streit.

Trenér: Vladimír Martinec.
 Finsko

Brankáři: Mika Noronen, Ves Toskala.

Obránci: Aki Berg, Santeri Heiskanen, Pekka Kangasalusta, Toni Lydman, Ilkka Mikkola, Antti-Jussi Niemi, Sami-Ville Salomaa.

Útočníci: Tomi Hirvonen, Petri Isotalus, Olli Jokinen, Tomi Kallio, Niko Kapanen, Ville Nieminen, Esa Pirnes, Teemu Riihijärvi, Sami Salonen, Eero Somervuori, Timo Vertala, Juha Viinikainen, Jarkko Väänänen.

Trenér: Hannu Jortikka.
 Slovensko

Brankáři: Stanislav Petrík, Martin Špillar

Obránci: Peter Bartek, Miroslav Droppa, Juraj Ďurčo, Richard Lintner, Erik Marinov, Pavol Pekárik, Jozef Potáč, Martin Tomas.

Útočníci: Peter Barinka, Ivan Čiernik, Michal Handzuš, Marián Hossa, Rastislav Pavlikovský, Pavol Riečičiar, Richard Richňák, Radovan Somík, Ján Šimko, Peter Šlamiar, Ľubomír Vaic.

Trenér: František Hossa.
 Švýcarsko

Brankáři: David Aebischer, Paolo Della Bella

Obránci: Patrick Fischer, Michel Fäh, Stefan Grauwiler, Philippe Portner, Mathias Seger, Mark Streit, Jan von Arx, Benjamin Winkler.

Útočníci: Rolf Badertscher, Mattia Baldi, André Baumann, Björn Christen, Michel Mouther, Laurent Müller, Martin Plüss, Michel Riesen, Sandro Rizzi, Sascha Schneider, Mario Schocher, René Stüssi.

Trenér: Ueli Schwarz.
 Švédsko

Brankáři: Emanuel Fredriksson, Johan Holmqvist

Obránci: Josef Boumedienne, Daniel Carlsson, Jonas Elofsson, Per Hållberg, Fredrik Lovén, Per-Anton Lundström, Timmy Pettersson, Henrik Rehnberg.

Útočníci: Henrik Andersson, Niklas Anger, Mikael Burakovsky, David Engblom, Linus Fagemo, Johan Forsander, Per Gustafsson, Kristian Huselius, Ragnar Karlsson, Marcus Nilson, Patrik Wallenberg, Peter Wallin.

Trenér: Harald Lückner.
 Německo

Brankáři: David Berge, Kai Fischer

Obránci: Nils Antons, Michael Bakos, Torsten Fendt, Sascha Goc, Dennis Meyer, Markus Pöttinger, Nico Pyka, Andreas Renz, Christian Schönmoser, Patrick Senger.

Útočníci: Thomas Dolak, Alexander Erdmann, Sven Gerike, Jochen Hecht, Benjamin Hinterstocker, Klaus Nathan, Daniel Kreutzer, Boris Lingemann, Nikolaus Mondt, Thorsten Walz.

Trenér: Erich Kühnhackl
 Polsko

Brankáři: Łukasz Kiedewicz, Tomasz Wawrzkiewicz

Obránci: Adam Borzęcki, Rafał Cychowski, Jarosław Kłys, Jarosław Kuc, Sebastian Łabuz, Krzysztof Lipkowski, Rafał Piekarski, Mariusz Trzópek.

Útočníci: Maciej Baran, Łukasz Gil, Leszek Laszkiewicz, Sebastian Pajerski, Maciej Radwański, Piotr Sarnik, Rafał Selega, Damian Słaboń, Robert Suchomski, Rafał Twardy, Bartłomiej Wróbel, Paweł Zwoliński.

Trenér: Vladimir Safonov

## Nižší skupiny

### B skupina
Šampionát B skupiny se odehrál v Kyjevě na Ukrajině, postup na MSJ 1998 si vybojoval Kazachstán, naopak sestoupila Itálie.
1. Kazachstán
2. Lotyšsko
3. Francie
4. Norsko
5. Ukrajina
6. Japonsko
7. Maďarsko
8. Itálie

### C skupina
Šampionát C skupiny se odehrál v Rumunsku ve městech Gheorgheni a Miercurea Ciuc, postup do B skupiny MSJ 1998 si vybojovalo Bělorusko, naopak sestoupilo Nizozemsko.
1. Bělorusko
2. Slovinsko
3. Dánsko
4. Velká Británie
5. Rakousko
6. Rumunsko
7. Chorvatsko
8. Nizozemsko

### D skupina
Šampionát D skupiny se odehrál v Sofii v Bulharsku, postup do C skupiny MSJ 1998 si vybojovalo Estonsko.
1. Estonsko
2. Litva
3. Jugoslávie
4. Španělsko
5. Izrael
6. Bulharsko
7. JAR
8. Mexiko